# تندرا (نیویورک)
تندرا (به انگلیسی: Thendara) یک منطقهٔ مسکونی در ایالات متحده آمریکا است که در نیویورک واقع شده‌است.